# Junkers G 24
Junkers G 24 – niemiecki samolot pasażerski, produkowany w latach 1925-1929 przez wytwórnię lotniczą Junkers.